# 트로페오 미겔 무뇨스

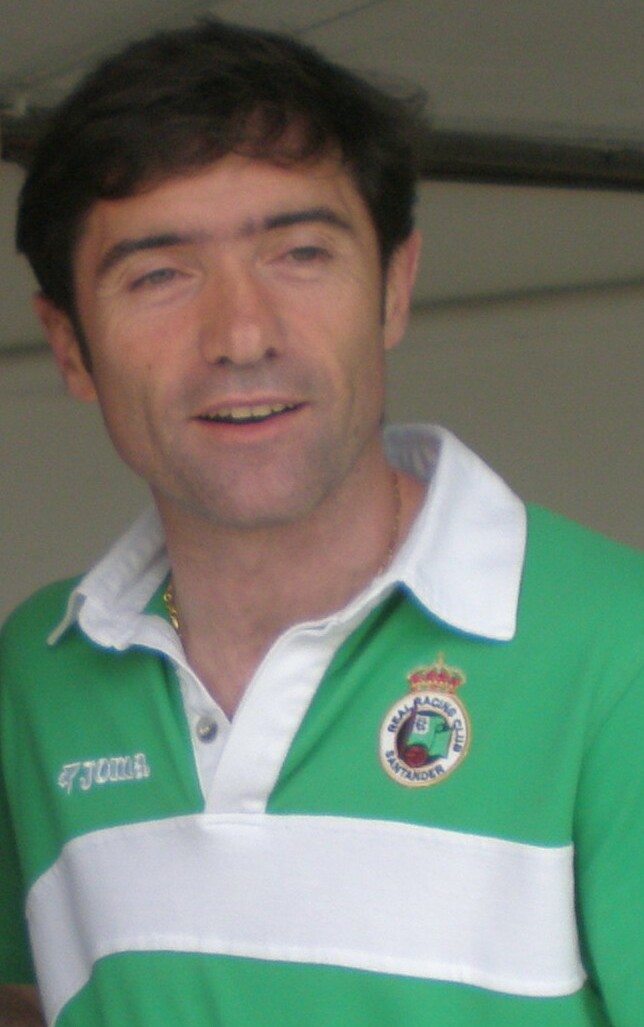
3회 수상자인 마르셀리노는 레크레아티보와 발렌시아 시절에 두 차례 라 리가 부문 상을 받았고, 나머지 한 번은 사라고사 소속으로 세군다 디비시온 부문 상을 받았다. 이중 2006-07 시즌에는 세비야의 후안데 라모스와 라 리가 부문 공동 수상자가 되었다.

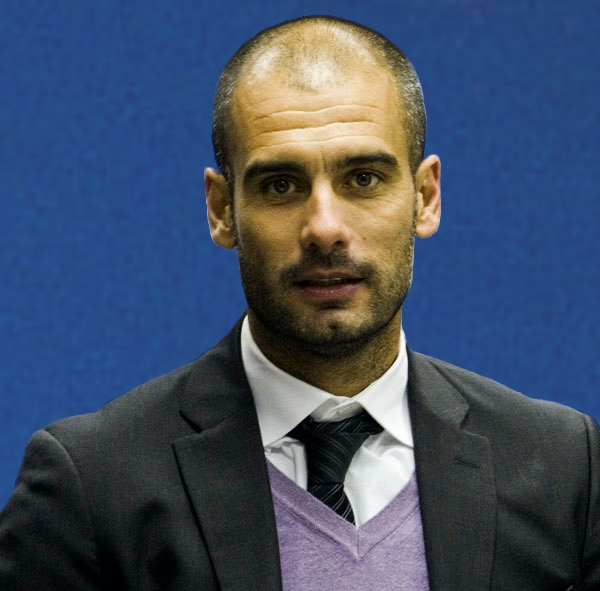
페프 과르디올라는 라 리가 부문에서 2차례 수상을 받은 최초의 감독으로, 당시 지휘한 선수단은 바르셀로나였다.

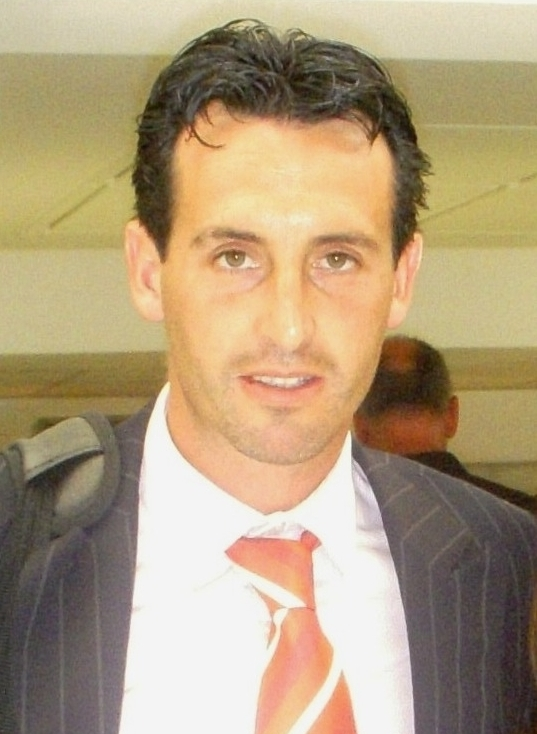
우나이 에메리는 세군다 디비시온 부문에서 2차례 수상을 받은 최초의 감독으로, 당시 지휘한 선수단은 로르카 데포르티바와 알메리아였다.

트로페오 미겔 무뇨스(스페인어: Trofeo Miguel Muñoz)는 스페인의 정간지 마르카의 주간으로 2006년부터 클럽 감독에게 매년 수여되는 축구 상이다. 상의 명칭은 레알 마드리드의 전설적인 감독 미겔 무뇨스의 이름을 땄다.
수상 기준은 마르카의 주관적 점수 산정 방식을 따른다: 산정 기준은 셋으로 나뉘는데, 경기당 점수, 3점당 승점, 그리고 선수단의 활약이 기준이다. 가장 높은 점수를 획득한 라 리가와 세군다 디비시온의 감독이 시즌 말에 상의 주인공이 된다.

## 라 리가
| 시즌    | 감독                   | 소속 구단           | 점수  |
| ------- | ---------------------- | ------------------- | ----- |
| 2005–06 | 베른트 슈스터          | 헤타페              | 63    |
| 2006–07 | 후안데 라모스          | 세비야              | 63    |
| 2006–07 | 마르셀리노             | 레크레아티보        | 63    |
| 2007–08 | 마누엘 페예그리니      | 비야레알            | 69    |
| 2008–09 | 페프 과르디올라        | 바르셀로나          | 77    |
| 2009–10 | 페프 과르디올라        | 바르셀로나          | 77    |
| 2010–11 | 조제 모리뉴            | 레알 마드리드       | 72    |
| 2011–12 | 조제 모리뉴            | 레알 마드리드       | 77    |
| 2012–13 | 티토 빌라노바          | 바르셀로나          | 252   |
| 2013–14 | 디에고 시메오네        | 아틀레티코 마드리드 | 269.5 |
| 2014–15 | 카를로 안첼로티        | 레알 마드리드       | 247.5 |
| 2015–16 | 디에고 시메오네        | 아틀레티코 마드리드 | 243.5 |
| 2016–17 | 호세 루이스 멘딜리바르 | 에이바르            | 67    |
| 2016–17 | 아시에르 가리타노      | 레가네스            | 67    |
| 2017–18 | 마르셀리노             | 발렌시아            | 69    |
| 2018–19 | 호세 보르달라스        | 헤타페              | 68    |
| 2019–20 | 지네딘 지단            | 레알 마드리드       | 67    |
| 2019–20 | 훌렌 로페테기          | 세비야              | 67    |
| 2020–21 | 디에고 시메오네        | 아틀레티코 마드리드 | 72    |
| 2021–22 | 카를로 안첼로티        | 레알 마드리드       | 69    |
| 2021–22 | 마누엘 페예그리니      | 베티스              | 69    |
| 2022–23 | 이마놀 알과실          | 레알 소시에다드     | 67    |

## 세군다 디비시온
| 시즌    | 감독                     | 소속 구단         | 점수  |
| ------- | ------------------------ | ----------------- | ----- |
| 2005–06 | 우나이 에메리            | 로르카 데포르티바 | 76    |
| 2006–07 | 우나이 에메리            | 알메리아          | 78    |
| 2007–08 | 마누엘 프레시아도        | 스포르팅 히혼     | 77    |
| 2008–09 | 마르셀리노               | 사라고사          | 78    |
| 2009–10 | 루이스 가르시아          | 레반테            | 81    |
| 2010–11 | 호세 라몬 산도발         | 바예카노          | 85    |
| 2011–12 | 후안 안토니오 앙켈라     | 알코르콘          | 84    |
| 2012–13 | 프란 에스크리바          | 엘체              | 293.5 |
| 2013–14 | 가이스카 가리타노        | 에이바르          | 272   |
| 2014–15 | 아벨라르도 페르난데스    | 스포르팅 히혼     | 287.5 |
| 2015–16 | 아시에르 가리타노        | 레가네스          | 266.5 |
| 2016–17 | 후안 라몬 로페스 무니스  | 레반테            | 78    |
| 2017–18 | 루비                     | 우에스카          | 76    |
| 2018–19 | 디에고 마르티네스 페나스 | 그라나다          | 80    |
| 2019–20 | 미첼 산체스              | 우에스카          | 72    |
| 2020–21 | 루이스 가르시아          | 마요르카          |       |
| 2021–22 | 루비                     | 알메리아          |       |

## 같이 보기
- 트로페오 피치치
- 트로페오 리카르도 사모라
- 트로페오 사라
- 돈 발론 상